# Ceresium sculpticolle
Ceresium sculpticolle là một loài bọ cánh cứng trong họ Cerambycidae.